# Zhang Hao (Eishockeyspieler)
Zhang Hao (chinesisch 张昊, Pinyin Zhāng Hào; * 20. Juli 1989) ist ein chinesischer Eishockeyspieler, der seit 2018 beim KRS-ORG Peking in der Wysschaja Hockey-Liga spielt.

## Karriere
Zhang Hao begann seine Karriere als Eishockeyspieler in regionalen chinesischen Mannschaften. Höherklassig spielte er erstmals bei China Dragon, für dessen Profimannschaft er in der Saison 2009/10 sein Debüt in der multinationalen Asia League Ice Hockey gab. 2014 schloss er sich dem Amateurteam aus Harbin an, für das er in der Chinesischen Eishockeyliga spielte. Nachdem er 2017/18 für Tsen Tou Jilin in der russischen Wysschaja Hockey-Liga gespielt hatte, wechselte er zur folgenden Spielzeit zum Ligarivalen KRS-ORG Peking.

### International
Für China nahm Zhang Hao im Juniorenbereich an den U18-Junioren-Weltmeisterschaft der Division II 2008 und 2009 sowie der U20-Junioren-Weltmeisterschaft der Division II 2009 teil.
Im Seniorenbereich stand der Stürmer im Aufgebot Chinas bei den Weltmeisterschaften der Division II 2010, 2011, 2012, 2013, 2014, 2015, 2016, 2017, 2018 und 2019. 2014 fungierte er als Mannschaftskapitän des Teams aus dem Reich der Mitte. Zudem vertrat er seine Farben bei der Olympiaqualifikation für die Winterspiele in Pyeongchang 2018 und den Winter-Asienspielen 2017.

## Erfolge und Auszeichnungen
- 2015 Aufstieg in die Division II, Gruppe A, bei der Weltmeisterschaft der Division II, Gruppe B
- 2017 Aufstieg in die Division II, Gruppe A, bei der Weltmeisterschaft der Division II, Gruppe B
- 2017 Bester Stürmer der Weltmeisterschaft der Division II, Gruppe B

## Asia-League-Statistik
(Stand: Ende der Saison 2013/14)